# Patelloida heroldi
Patelloida heroldi is een slakkensoort uit de familie van de Lottiidae. De wetenschappelijke naam van de soort is voor het eerst geldig gepubliceerd in 1861 door Dunker.